# 1996 CL
1996 CL är en asteroid i huvudbältet som upptäcktes den 1 februari 1996 av Beijing Schmidt CCD Asteroid Program vid Xinglong-observatoriet.
Asteroiden har en diameter på ungefär 5 kilometer.